# Chính khách

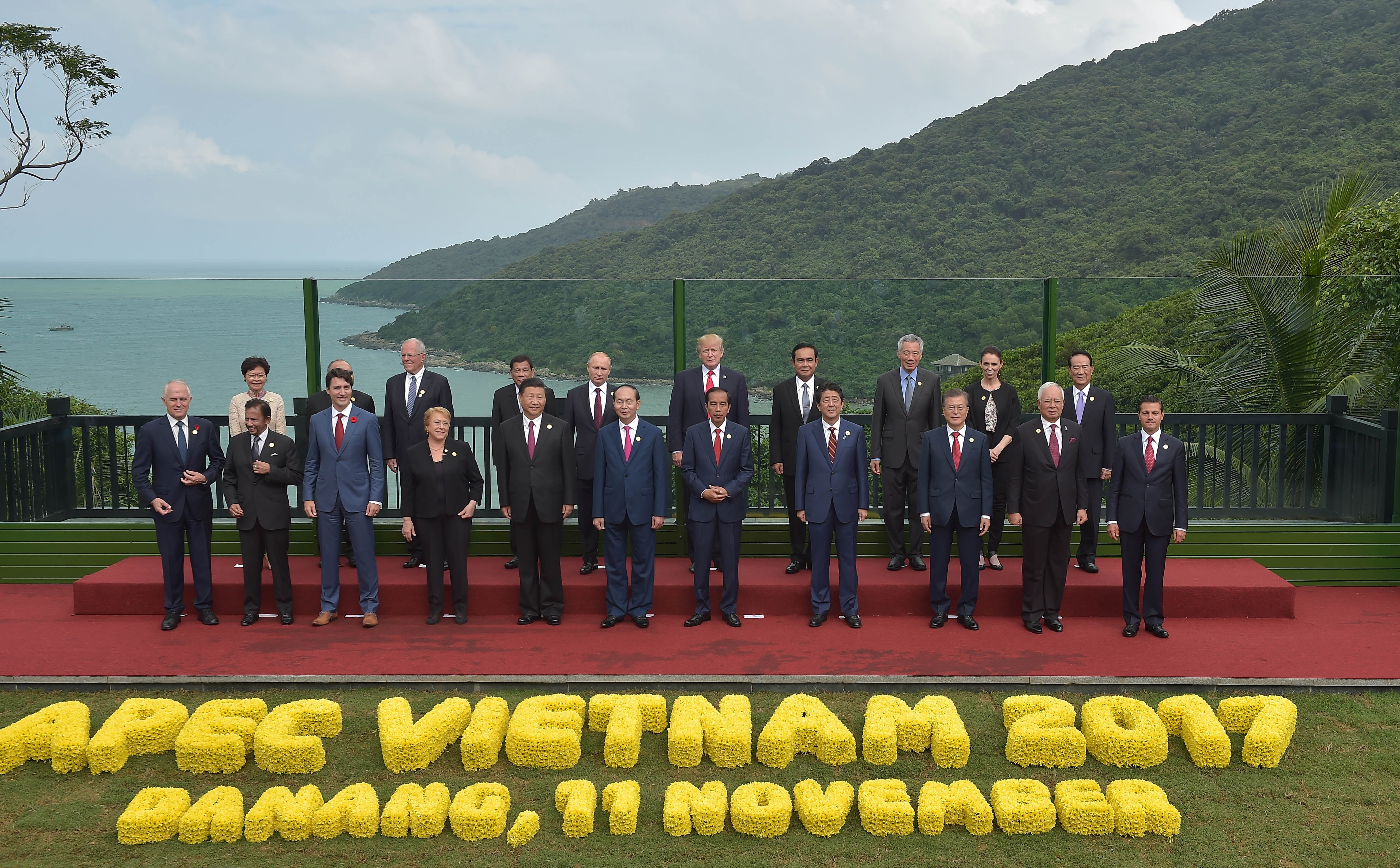
Lãnh đạo các nền kinh tế trong hội nghị APEC Việt Nam 2017 tại Đà Nẵng, Việt Nam, 11 tháng 11 năm 2017

Chính khách, nhà chính trị hay chính trị gia, là một người tham gia trong việc gây ảnh hưởng tới chính sách công và ra quyết định. Trong đó bao gồm những người giữ những vị trí ra quyết định trong chính phủ và những người tìm kiếm những vị trí đó, dù theo phương thức bầu cử, bổ nhiệm, đảo chính, gian lận bầu cử, quyền thừa kế hay các phương thức khác.

## Từ nguyên
Trong nhiều tài liệu tiếng Việt, các từ Hán Việt "chính khách" và "chính trị gia" (hay "nhà chính trị") thường được dùng với ý nghĩa tương đương (tiếng Nhật cũng thường dùng tương tự) dùng để chỉ những người hoạt động chính trị trong chế độ nghị viện. Tuy nhiên, trong từ nguyên "chính khách" (政客) và "chính trị gia" (政治家) có ý nghĩa khác nhau. Lưu ý, từ "chính" (政) ở đây mang nghĩa trong từ "chính trị" (tính từ hoặc tố từ (tiền tố) liên quan đến việc trị nước, điều hành nhà nước) khác với từ "chính" (正) mang nghĩa trong từ "chính thức, chánh đáng" (tính từ chỉ sự đúng đắn, ai cũng phải công nhận), hiện nay được phát âm là "chánh". Hai chữ trên trong tiếng quan thoại cũng đồng âm. Để rõ nghĩa tiếng Việt còn sử dụng phân loại từ (classifier) là "nhà" trong "nhà chính khách" hoặc lượng từ "một, các, những,..." trong "một chính khách", hoặc cả hai loại bên trên, ví dụ: "các nhà chính khách". Tuy nhiên việc sử dụng từ nguyên không đi kèm lượng từ và phân loại từ mà không làm ảnh hưởng đến nghĩa của câu cũng được chấp nhận.
Trong Trung văn, từ "chính khách" tương ứng với từ "statesman" trong tiếng Anh, dùng để chỉ những người hoạt động chính trị nói chung như các hành động, tư tưởng, lời nói có ảnh hưởng tích cực rộng lớn đến xã hội như là một lãnh đạo. Trong khi đó, từ "chính trị gia" chỉ mang một phần ý nghĩa của từ "chính khách", dùng phân biệt để chỉ các nhân vật hoạt động chính trị có vai trò hoặc ảnh hưởng đặc biệt quan trọng, gần tương ứng với từ "politician" trong tiếng Anh, như các lãnh tụ quốc gia hoặc chính đảng.
Đồng thời tại Trung Quốc, chính trị gia và chính khách có sự khác biệt lớn, trong đó chính khách tham gia chính trị là vì quyền lợi, quyền lợi này có thể là của cá nhân, của một nhóm người. Các quyết định hoàn toàn dựa theo lợi ích, tuân theo lý luận "lấy cái giá nhỏ nhất đổi lấy cái lợi lớn nhất". Còn chính trị gia mục tiêu là phổ biến lý luận, lý luận có thể đúng, có thể sai ví dụ như Hitler dù mọi người có mắng ông ta như thế nào thì ông ta vẫn là một chính trị gia.

## Các quan điểm
- Theo Platon, nhà chính trị là người thông thái, biết “cai trị người khác với sự bằng lòng của họ”.
- Theo Aristote, nhà chính trị là người cai trị hợp pháp, có lòng nhân từ, vị tha, luôn tôn trọng lợi ích của dân chúng.
- Machiavelli cho rằng, nhà chính trị là người biết kết hợp sức mạnh của sư tử với sự tinh ranh của cáo.
- Nhà chính trị là “người đứng đầu” của một tổ chức chính trị; là “linh hồn” của một tổ chức chính trị; chịu trách nhiệm và dẫn dắt tổ chức đi đúng hướng của tổ chức đó.
- Nhiều quan điểm hiện nay cho rằng: nhà chính trị là người hoạt động tích cực trong một đảng phái chính trị nào đó, hoặc một người giữ hoặc tìm kiếm vị trí nào đó trong chính phủ; người nắm giữ vị trí quan trọng trong bộ máy chính trị, hành động theo đuổi các mục tiêu chính trị; là người lãnh đạo, có vai trò định hướng, tổ chức các hành động tập thể của một bộ phận hoặc toàn thể cộng đồng.

## Hoạt động chính trị
Hoạt động chính trị là những hoạt động của nhà chính trị về việc: tiến hành xây dựng, xác lập mục tiêu chính trị; tập hợp, đoàn kết, lôi cuốn các thành viên trong cộng đồng vào quá trình hiện thực hóa các mục tiêu chính trị; tìm kiếm, huy động, điều phối các nguồn lực; phối hợp các hành động cá nhân; cổ vũ tính tích cực chính trị của các thành viên trong tổ chức; phát huy ảnh hưởng của tổ chức với môi trường bên ngoài.  

## Vai trò

### Vai trò lãnh đạo
Nhà chính trị có vai trò trong việc xây dựng giá trị, tầm nhìn cho tổ chức và ảnh hưởng đến người khác để hiện thực hoá các giá trị, tầm nhìn đó.

### Vai trò quản lý
Chính khách có vai trò huy động, điều phối, tổ chức nguồn lực (bao gồm cả nguồn lực con người, vật chất) để thực hiện các mục tiêu chính trị đã đặt ra.

### Vai trò tham gia
Vai trò tham gia thể hiện sự cam kết chính trị, năng lực nhận thức, kỹ năng xử lý tình huống, chấp nhận hy sinh lợi ích cá nhân tinh thần vì cộng đồng của nhà chính trị.

## Yêu cầu
Những yêu cầu chung đối với nhà chính trị hiện nay gồm có:
- Đánh giá phúc lợi chung: tương quan lợi ích.
- Hiểu rõ bản chất vấn đề, đánh giá đúng nhu cầu.
- Thúc đẩy trí tuệ tập thể qua trao đổi, đối thoại.
- Biểu đạt, chuyển tải đúng bản chất vấn đề.
- Sử dụng tốt quyền lực được ủy nhiệm, tính sáng tạo.
- Biết thúc đẩy sự sáng suốt của người khác: chia sẻ tri thức, trải nghiệm, đánh thức tiềm năng sáng tạo.

## Nhà chính trị tiêu biểu

### Khái niệm
Nhà chính trị tiêu biểu là người kiến tạo tương lai của một quốc gia, tiêu biểu cho phúc lợi của nhân dân. Điều này được thể hiện ở việc người đó có vai trò khai sinh đường lối phát triển, truyền cảm hứng cho dân chúng và lập kế hoạch thực hiện thông qua nhãn quan chiến lược và tư duy chính trị viên kính của mình. Một nhà chính trị tiêu biểu phải tích hợp được các điều kiện: hợp lý, hợp lẽ, hợp thời.

### Nhãn quan chính trị
Nhãn quan chính trị là năng lực tư duy sáng tạo của nhà chính trị trên bối cảnh hiện thực luôn vận động, biến đổi. Nhãn quan chính trị thể hiện sự hợp lý trong tư duy chính trị, được thể hiện quả quan điểm hệ thống, cách nhìn toàn diện về hệ thống tổ chức, cái nhìn toàn diện về đời sống hiện thực, cũng như nắm bắt được sự vận động của thực tiễn và đưa ra tầm nhìn và quyết định phù hợp.

### Các giá trị cốt lõi
Giá trị cốt lõi của nhà chính trị được thể hiện qua nhân thức của họ về chiều sâu lịch sử dân tộc; hiểu đúng quy luật vận động khách quan, những thách thức chủ yếu của dân tộc và chỉ ra cơ hội phát triển cho dân tộc mình; xác định đúng mục đích, lựa chọn cơ hội phát triển, xác định hiệu quả mong muốn và kết quả có thể đạt được của quá trình chính trị; nêu cao tính sáng tạo chiến lược và kỹ năng lãnh đạo chiến lược; thấy trước mọi khả năng biến đổi không ngừng của thực tiễn; tìm kiếm sự thỏa hiệp và thực hiện sự hài hòa, tránh xung đột hoặc biết cách giảm thiểu hay hóa giải các xung đột; biết cam kết và thực hiện cam kết chính trị mạnh mẽ.

### Hành động thực tiễn
Hành động thực tiễn của nhà lãnh đạo tiêu biểu là kết tinh của những giá trị mà họ theo đuổi trong quá trình tham gia chính trị. Hành động thực tiễn là biểu hiện cao nhất, rõ phẩm chất chính trị nhất.
Hành động chính trị của nhà chính trị thể hiện ở sự hợp thời của họ, là quá trình kết hợp cả tính dài hạn (biểu hiện ở lý tưởng họ theo đuổi và trình độ nhận thức khoa học), tính trung hạn (biểu hiện ở giá trị của thời đại mà họ sống) và tính ngắn hạn (biểu hiện ở hành động của họ trong cảnh huống tức thời, cụ thể). Đây là yếu tố quan trọng, thiếu một trong ba yếu tố sẽ trở thành: nhà khoa học vì không hợp thời, thiếu hành động; nhà độc tài vì không hợp lẽ, thiếu giá trị; kẻ mị dân vì không hớp lý, thiếu tính khoa học.